# Phoradendron spathulatum
Phoradendron spathulatum är en sandelträdsväxtart som beskrevs av J. Kuijt. Phoradendron spathulatum ingår i släktet Phoradendron och familjen sandelträdsväxter. Inga underarter finns listade i Catalogue of Life.